# Bułgaria na Zimowej Uniwersjadzie 2009
Bułgarię na Zimowej Uniwersjadzie w Harbinie reprezentowało 2 zawodników .

## Medale

### Złoto
brak medali

### Srebro
brak medali

### Brąz
brak medali

## Kadra

### Biegi narciarskie
- Stanim Belomazhev

### Snowboard
- Lora Afanasieva